# Melanagromyza humida
Melanagromyza humida är en tvåvingeart som beskrevs av Spencer 1977. Melanagromyza humida ingår i släktet Melanagromyza och familjen minerarflugor. Inga underarter finns listade i Catalogue of Life.